# تپه امامزاده علی
تپه امامزاده علی مربوط به عصر آهن - سده‌های متأخر دوران‌های تاریخی پس از اسلام است و در شهرستان ابهر، بخش مرکزی، دهستان دولت‌آباد، ۴۱۵ متری جنوب شرقی روستای خوشنام واقع شده و این اثر در تاریخ ۱۲ دی ۱۳۸۶ با شمارهٔ ثبت ۲۰۴۶۱ به‌عنوان یکی از آثار ملی ایران به ثبت رسیده است.